# Спорт в Удмуртії

## Авіаційний спорт
Авіаційний спорт розвиватись з відкриття 5 грудня 1935 року Іжевського аероклубу Осоавіахім. До 1941 року в клубі було підготовлено 4 випуски авіаційних кадрів, в тому числі спортсменів-розрядників з парашутного, планерного та льотного спорту. В роки німецько-радянської війни 21 вихованцю аероклубу надано звання Героя Радянського Союзу. В кінці 1940-50-их років великий внесок в розвиток авіаційних видів спорту в Удмуртії зробили голови ДТСААФ А. А. Дев'ятеров та А. І. Анкундінов.
1954 року на зміну По-2 і Ут-2 до аероклубу прибувають навчально-тренувальні літаки Як-18. В 1950-их роках в клубі з'явились перші майстри авіаційного спорту — М.Давлядшина, А.Тюфтин, А.Зорін, В.Булатов, П.Єлькин, С.Холмогоров, В.Баженов, Р.Мохова. В 1964–1966 роках після впровадження вертольотів Мі-1 настає новий період в розвитку авіаційного спорту. Найбільш успішно виступають команди вертольотчиків та парашутистів. Абсолютними чемпіонами СРСР з вертольотного спорту стають А.Мозжерін (1971), А.Гаріпова (1975, 1976, 1987). В 1976 році команда Іжевського навчально-авіаційного центру в складі А.Мозжеріна, Г.Мозжеріна, А.Гаріпова та А.Гаріпової зайняла 1 місце в чемпіонаті РРФСР з вертольотного спорту.
Іжевський аероклуб відкрив шлях у великий спорт групі майстрів-парашутистів, серед яких В.Крестьянников, заслужений майстер спорту, чемпіон та рекордсмен світу (1966) та А.Краснов — чемпіон СРСР (1985), рекордсмен світу (1981, 1982). В аероклубі підготовлено 47 майстрів літакового, 64 майстри вертольотного та 27 майстрів парашутного спорту.

## Автомобільний спорт
Перші змагання з автомобільного спорту в Удмуртії пройшли 1966 року в Іжевську. Це стало можливим після розвитку автомобілебудування в місті. Перші іжевські спортсмени — Л.Морозов, В.Шихов, В.Нечунаєв, В.Пестов. Найбільший розвиток припадає на прихід в команду майстра спорту міжнародного класу С.Брундзи. На пару з ним виступали А.Брум, декілька років А. А. Тикке — один з організаторів команди. В 1972 році конструктори ВО «Іжмаш» разом із спортсменами створили автомобіль «Іж-Раллі», який дозволив іжевським спортсменам конкурувати з найкращими гонщиками країни.
Команда в складі К.Антропова, В.Куковякина, В.Гольцова, В.Штикова, В.Ульмана з 1969 року неодноразово займала перші місця у всеросійських автораллі. Іжевські спортсмени брали участь в популярних багатоденних перегонах «Рейд Польський». В 1971 році на автомобілях «Москвич-412» виступали в змаганнях «Тур де Європ». В 1971 році Л.Суднєва та Л.Морозов стали призерами на всесоюзних змаганнях в Таллінні. Іжевська команда брала участь у традиційних московських перегонах «Сніжинка» (1969—1971). В.Бородін в 1972 році разом з майстром спорту А.Окуличем взяв участь в перегонах під дивізом «Балтійське море — море миру» (2 місце).
Зарубіжні виступи іжевських спортсменів: «Золоті Піски» в Болгарії (1971, 1972), «Словенія» в Чехословаччині (1975, 1980), «Варбург» в Німеччині (1972, 1973). З 1967 по 1997 роки спортсмени «Іжмашу» більш як 100 разів брали участь в міжнародних, всесоюзних та всеросійських раллі, кросових та іподромних перегонах.